# Johannes Okoro

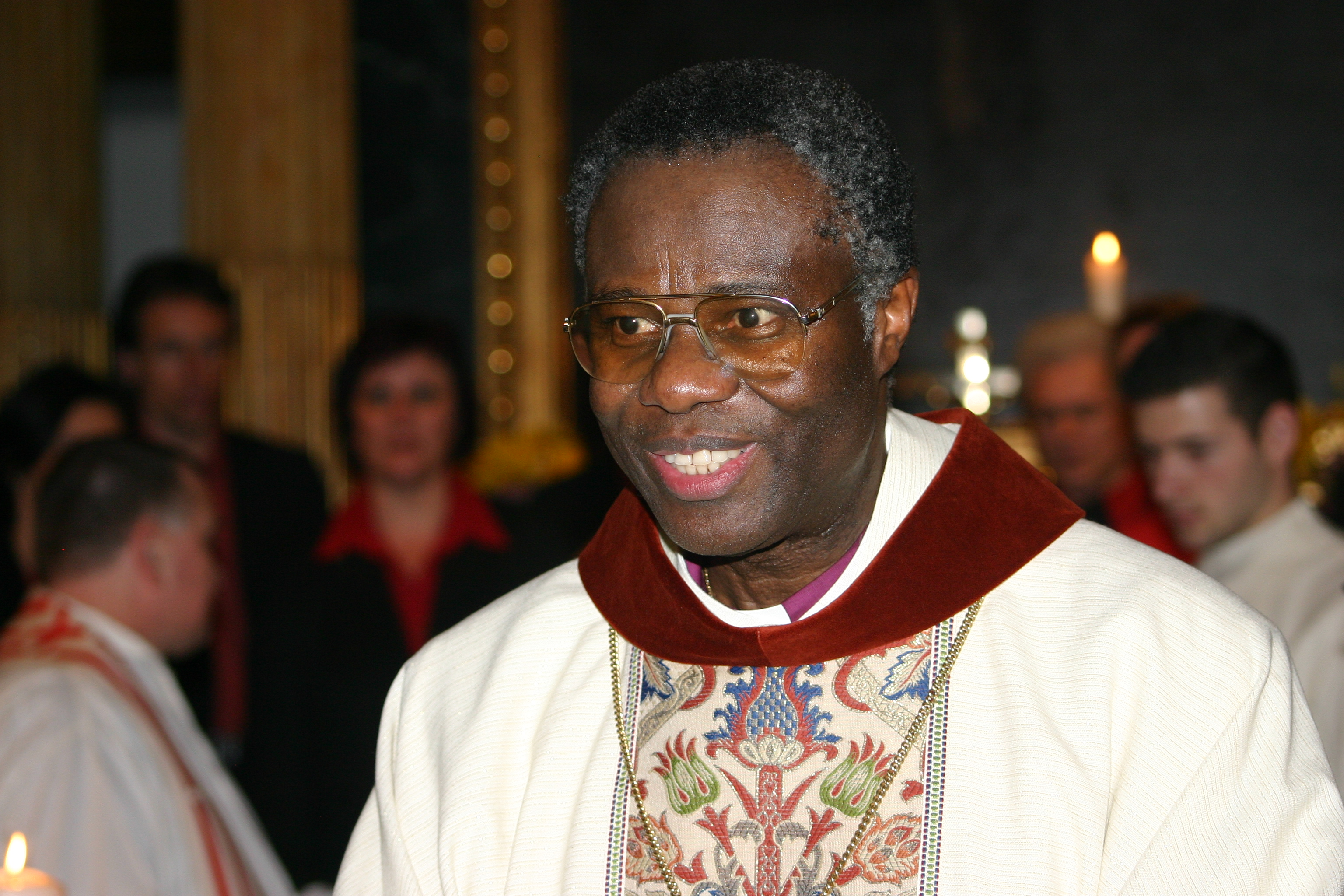
John Okoro bei der Weihe zum Bischof

Johannes Ekemezie Okoro (international auch John Ifeanyi Okoro; * 21. August 1949 in Kano, Nigeria) war von 2008 bis 2015 der sechste Bischof der Altkatholischen Kirche Österreichs. Sein Dienstsitz war Wien.

## Leben

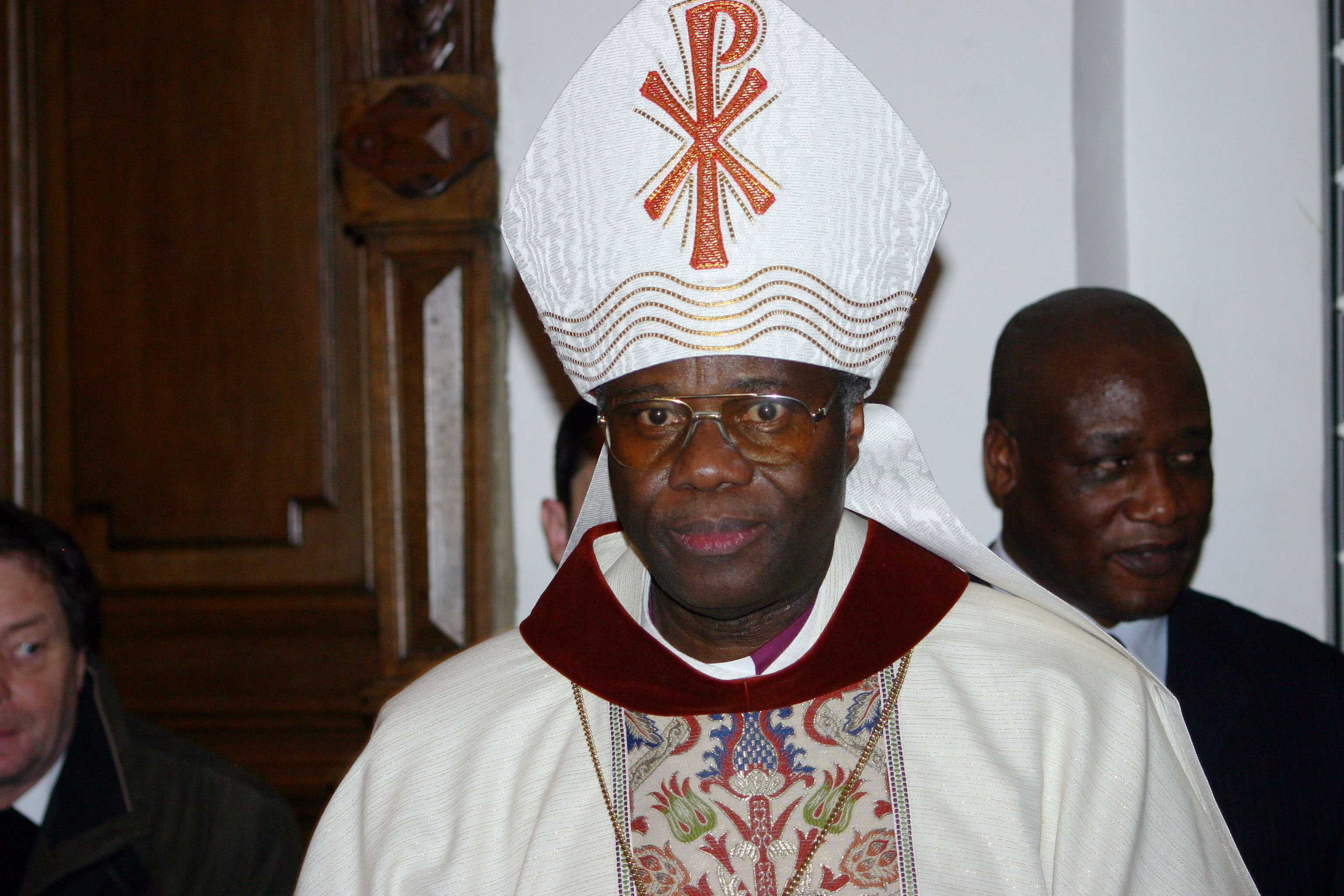
Johannes Okoro

Johannes Okoro studierte Katholische Theologie und Psychologie in Innsbruck. 1977 wurde er in Vorarlberg zum römisch-katholischen Priester geweiht. Nachdem er 1980 in Psychologie promoviert hatte, kehrte er nach Nigeria zurück, um am Priesterseminar von Enugu sowie an der Technischen Universität Port Harcourt Ethik und Psychologie zu lehren. 1988 kehrte er nach Österreich zurück, wo er neben seiner Tätigkeit als Kaplan von Lustenau eine Psychotherapeutenausbildung abschloss. Zwischen 1991 und 1995 war er Pfarrer  in Dornbirn-Oberdorf, anschließend Militärseelsorger für die österreichischen UNO-Truppen auf Zypern. 1991 eröffnete er als Psychologe eine Psychotherapeutische Praxis und arbeitete an verschiedenen Studien und Lehraufträgen mit den Themenschwerpunkten: „Sexualität im Alter“, „Überforderung Pflegender Angehöriger zu Hause“, „Transkulturelle Psychotherapie“, „Suizidprävention“ mit. 1994 wurde er österreichischer Staatsbürger.
Im Jahr 1999 konvertierte er zur altkatholischen Kirche und heiratete Edith Schreiner. Als altkatholischer Priester war er Seelsorger für die Altkatholiken Vorarlbergs.
Im November 2007 wurde er von der altkatholischen Synode Österreichs als Nachfolger von Bernhard Heitz zum Bischof gewählt und am 2. Februar 2008 durch Erzbischof Joris Vercammen zum Bischof geweiht unter Assistenz der Bischöfe Dušan Hejbal und Fritz-René Müller sowie weiterer Bischöfe der Utrechter Union der Altkatholischen Kirchen.
Vom 23. bis 26. Oktober 2015 tagte die Synode der Kirche. Die rund 60 Synodeabgeordneten (2/3 Laien, 1/3 Geistliche) wählten am 24. Oktober den Pfarrer von Krems–St. Pölten Heinz Lederleitner zum siebten Bischof der österreichischen Altkatholiken. Der 66-jährige Johannes Okoro wurde mit 1. Jänner 2016 zum Altbischof (Emeritus) und sein Nachfolger zum Bistumsverwalter. Die Spendung der Bischofsweihe an Heinz Lederleitner fand am 13. Februar 2016 in der Evangelischen Stadtkirche Wien statt.
Der Wahlspruch von Bischof Okoro lautete: Bei Gott ist alles möglich.

## Schriften
- Über die Einstellung zum Tod. Lang, Bern 1981 (ISBN 3-261-04879-4).
- The Earth as a Living Superorganism. From the Scientific Gaia (Hypothesis) to the Metaphysics of Nature. Lang, Frankfurt am Main/Berlin/Bern/Brüssel/New York/Oxford und Wien 2005 (ISBN 3-631-53283-0 oder ISBN 0-8204-7393-6).
- Die Sonne geht an keinem Dorf vorüber. Leben mit dem Schmerz des Abschiedes. Styria, Graz/Wien und Klagenfurt 2009 (ISBN 978-3-222-13247-6).